# Al Massae
Al Massae est un quotidien marocain arabophone, longtemps le plus diffusé dans le royaume. Il est édité par le groupe Massae Media en septembre 2006 à l'initiative de Taoufik Bouachrine, Samir Chawki, Léa Vopi et Rachid Niny. 

## Prises de positions
Le journal est souvent décrit comme populiste et est connu pour s'en prendre régulièrement à la langue française.
Le journaliste Abdallah Damoun propose ainsi de « refuser toute attestation ou document délivré en langue française, de rejeter tout responsable s’installant devant un micro pour se lancer dans un palabre en français, de se dresser contre tous ces microbes culturels et autres parasites économiques qui nous viennent de France.. » et dénonce un véritable « cancer ».
En septembre 2007, al-Massae signe un partenariat avec les éditions arabes du Monde diplomatique afin de mettre à la disposition de ses lecteurs une édition en langue arabe du mensuel français.
En février 2009, une dizaine de journalistes démissionnent et ont rejoignent un nouveau titre Akhbar Al Youm dirigé par Taoufik Bouachrine sous prétexte du « changement du style de publication vers le rapprochement avec les thèses du Makhzen » et les interventions du directeur dans les articles  publiés et leur modération exagérée (atteinte à la liberté d'expression).

## Diffusion
En 2008, le quotidien est diffusé à environ, ; en 2011, à 108 000 exemplaires. En 2017, sa diffusion payée est tombée à 27 000 exemplaires.

## Procès en justice
Le journal Al Massae a été l'objet de plusieurs affaires en justice. Parmi ceux-ci:

### Affaire Mohammed Ziane
Après la condamnation par la justice, du quotidien Al Massae à 6 millions de dirhams à la suite de l'affaire Kser El Kbir, son directeur Rachid Niny s'aperçoit que c'est Mohammed Ziane (ancien ministre marocain des droits de l'homme, syndicaliste des avocats marocains et dirigeant du parti libéral) qui a conduit le réquisitoire des quatre procureurs du roi dans un article publié par ce dernier au quotidien arabophone Annahar Al Maghribia où il affirme que Niny est son ami (« je l'ai en effet conduit à sa maison une fois quand le temps était tard, c'est mon ami »). Rachid Niny a affirmé alors dans sa chronique Chouftchouf qu'il « ne possède pas d'amis semblables à Ziane ». Depuis, les deux se sont uniformément échangés les injures (explicites dans les chroniques et les caricatures ou implicites dans les faits divers) respectivement dans les deux quotidiens cités précédemment.
L'affaire s'est déclenchée lorsqu'Almassae publia un fait divers sur une plainte déposée par une famille défendue judiciairement par Ziane contre lui, où elle l'accuse de l'avoir financement arnaqué, Ziane se décide de porter plainte contre le journal pour "avoir publié un article impertinent sans contacter tous les membres de l'affaire" (comme l'estime la transparence et l'objectivité de presse) demandant ainsi le paiement 1 million de dirhams comme remboursement aux dégâts moraux de chez le tribunal. Suivi par la loi de presse, la justice marocaine lui accorde environ 600 000 dirhams. Niny porte à son tour plainte contre Ziane à la suite d'un article publié dans Annahar Al Maghribia, jugé attaquant à sa personne, et reçoit 60 000 dirhams.[Quoi ?]

### Affaire Mouammar Kadhafi
À la suite de nombreux articles et chroniques publiés à Al Massae, Al Jarida Al Oula, Al Ahdathe Almaghribia (quotidiens marocains arabophones) s'attaquant au chef de la révolution libyenne, représenté par le Bureau de Fraternité Arabe au Maroc, Mouammar Kadhafi décide de porter plainte contre les trois journaux marocains. Il réclame une réparation de dégâts moraux de 3 milliards de centimes chacun, soit de 9 milliards de centimes au total(90 000 000 dirhams). Le procès primaire ne dura pas plus de trois mois chez les tribunaux marocains qui finira par la condamnation à 110 millions de centimes chaque, soit de 330 millions de centimes au total. La presse marocaine a condamné le procès qui « vise à assassiner l'expérience de la presse marocaine libre pour le bien du système », Rachid Niny a même estimé que ce procès aurait eu lieu à la suite de l'intervention de l'ambassadeur de la Libye auprès du pouvoir marocain.